# Batteria di Carnot
Una batteria di Carnot (Carnot battery) è un sistema di accumulo di elettricità che, durante la fase di carica, converte l'elettricità, ed eventualmente il calore, in energia termica immagazzinandola in un accumulatore intermedio di energia termica. Durante la fase di scarica, una batteria di Carnot è in grado di fornire elettricità ed eventualmente restituire la potenza termica all'utenza. I processi di accumulo dell'energia termica e di conversione della potenza termica consentono un'ampia gamma di possibilità applicative, utilizzando o fornendo calore e/o freddo oltre che elettricità. Il termine batteria di Carnot si ispira al motore termico teorico di Nicolas Carnot per la conversione reversibile del calore in energia meccanica. Il termine batteria indica, invece, che lo scopo della tecnologia è immagazzinare energia elettrica. Chiaramente, l'efficienza di scarica è limitata dal rendimento di Carnot. Questo argomento è attualmente allo studio nell'ambito di un progetto di ricerca della dell'Agenzia internazionale dell'energia (IEA), nell'ambito del Programma di Collaborazione Tecnologica (TCP) per l'Energy Storage.